# Aloe latifolia
Aloe latifolia é uma espécie de liliopsida do gênero Aloe, pertencente à família Asphodelaceae.